# Emma Moffatt
Emma Moffatt (* 7. September 1984 in Moree, New South Wales) ist eine ehemalige australische Triathletin. Sie ist zweifache Triathlon-Weltmeisterin auf der olympischen Distanz (2009 und 2010) und dreifache Olympiastarterin (2008, 2012, 2016).

## Werdegang
Emma Moffatt startete mit dreizehn Jahren bei ihrem ersten Triathlon.

### Olympische Sommerspiele 2008
Bei den Olympischen Spielen 2008 in Peking konnte sie für Australien hinter ihrer Landfrau und Siegerin Emma Snowsill den dritten Rang erringen.

### Weltmeisterin Triathlon 2009
2009 wurde sie Triathlon-Weltmeisterin auf der olympischen Distanz (1,5 km Schwimmen, 40 km Radfahren und 10 km Laufen).
2010 konnte Moffatt ihren Titel aus dem Vorjahr verteidigen und wurde erneut Triathlon-Weltmeisterin auf der Kurzdistanz. 2011 wurde sie Siebte bei der ITU-Weltmeisterschaft.

### Olympische Sommerspiele 2012
Der australische Triathlonverband nominierte Moffatt für einen Startplatz bei den Olympischen Spielen 2012, zusammen mit Emma Jackson und Erin Densham. Sie konnte das Rennen in London nicht beenden.
2013 belegte sie beim „Grand Final“ im September in London den dritten Rang und wurde damit Sechste in der Jahreswertung der ITU-Weltmeisterschaftsserie.

### Olympische Sommerspiele 2016
Emma Moffatt konnte sich 2016 zum dritten Mal für einen Startplatz bei den Olympischen Sommerspielen qualifizieren. Sie ging am 20. August 2016 in Rio de Janeiro zusammen mit Erin Densham und Ashleigh Gentle an den Start und belegte als beste Australierin den sechsten Rang.

In der Jahreswertung 2016 (ITU-Point-List) belegte Emma Moffatt den 20. Rang.
Ihre Spitznamen sind „Moffy“ oder „Em“. Im September 2016 erklärte sie ihre Karriere als Triathlon-Profi für beendet.
Emma Moffat lebt in Brisbane.

## Auszeichnungen
- Emma Moffatt wurde in ihrem Heimatland vom Australian Institute of Sport zur Sportlerin des Jahres 2009 ernannt.

## Sportliche Erfolge

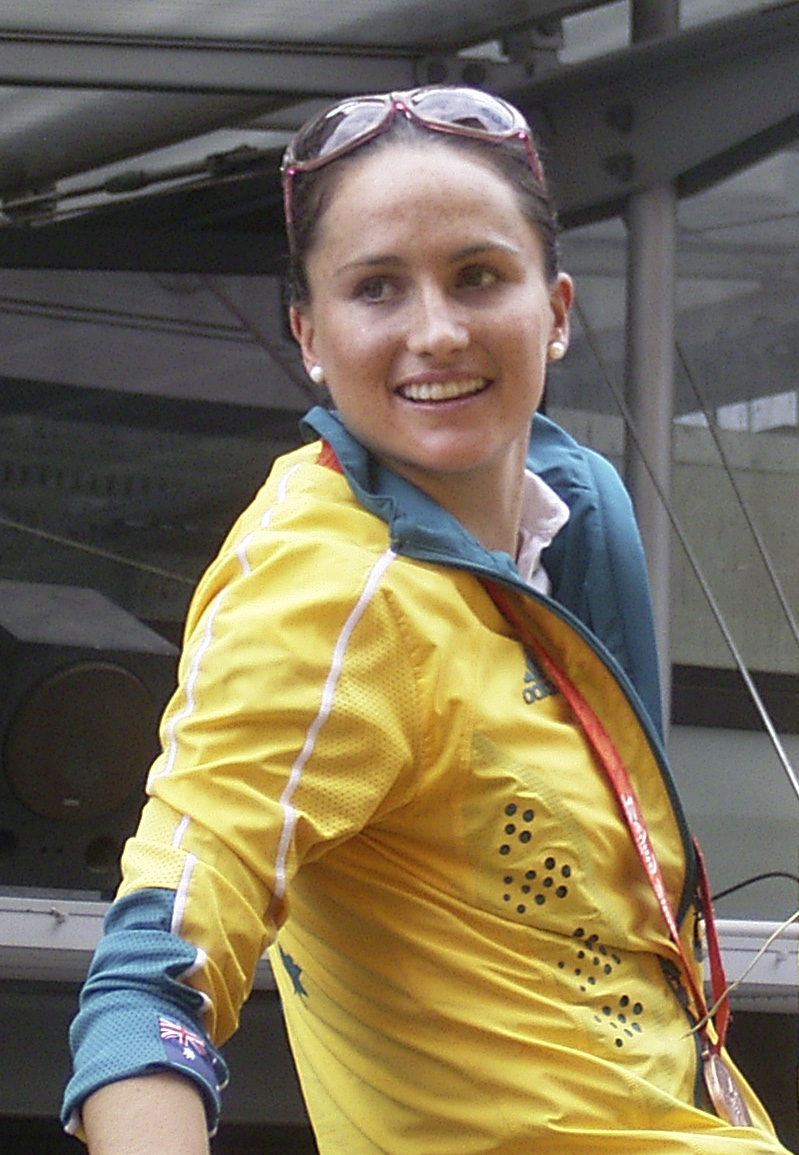
Emma Moffatt bei der Rückkehr von den Olympischen Spielen (Empfang in Brisbane, 19. September 2008)

| Datum/Jahr    | Rang | Wettbewerb                                   | Austragungsort   | Zeit     | Bemerkung |
| ------------- | ---- | -------------------------------------------- | ---------------- | -------- | --- |
| 20. Okt. 2016 | 10   | Island House Invitational Triathlon          | Nassau           | 04:02:52 | dreitägiger Wettkampf                                                                                          |
| 20. Aug. 2016 | 6    | Olympische Sommerspiele 2016                 | Rio de Janeiro   | 01:57:55 | als beste Australierin                                                                                         |
| 9. Apr. 2016  | 7    | ITU World Championship Series 2016           | Gold Coast       | 01:58:47 | |
| 12. März 2016 | 2    | ITU Triathlon World Cup                      | Mooloolaba       | 00:58:48 | |
| 29. März 2015 | 6    | ITU World Championship Series 2015           | Auckland         | 02:11:43 | im zweiten Rennen der Saison                                                                                   |
| 24. Juli 2014 | 7    | Commonwealth Games 2014                      | Glasgow          | 02:01:31 | |
| 28. Juni 2014 | 6    | ITU World Championship Series 2014           | Chicago          | 01:57:08 | |
| 9. Feb. 2014  | 1    | Ironman 70.3 Geelong                         | Geelong          | 04:30:58 | |
| 14. Sep. 2013 | 3    | ITU World Championship Series 2013           | London           | 02:02:00 | |
| 1. Sep. 2013  | 1    | Hy-Vee Triathlon 5150                        | Des Moines       | 01:57:04 | U.S. Championships                                                                                             |
| 27. Juli 2013 | 1    | 5150 Zurich                                  | Zürich           | 01:58:47 | European Championships                                                                                         |
| 16. März 2013 | 1    | AUS Triathlon National Championships         | Mooloolaba       | 02:05:24 | Australische Meisterin                                                                                         |
| 4. Aug. 2012  | DNF  | Olympische Sommerspiele 2012                 | London           | –        | |
| 21. Juli 2012 | 2    | ITU Triathlon World Championship Series 2012 | Hamburg          | 00:56:19 | Zweite auf der Sprintdistanz                                                                                   |
| 12. Feb. 2012 | 1    | ITU Premium Oceania Cup Sprint               | Geelong          | 01:01:35 | 0,75 km Schwimmen, 20 km Radfahren und 5 km Laufen                                                             |
| 19. Sep. 2011 | 2    | ITU Triathlon World Championship Series 2011 | Yokohama         | 01:59:30 | Das Ergebnis des Rennens soll schon für die Saison 2012 berücksichtigt werden.                                 |
| 10. Sep. 2011 | 11   | ITU Triathlon World Championship Series 2011 | Peking           | 02:00:42 | Mit dem vierten Rang beim Grand Final erreichte Moffatt den siebten Rang bei der WM 2011.                      |
| 17. Juli 2011 | 1    | ITU Triathlon World Championship Series 2011 | Hamburg          | 01:53:37 | |
| 19. Juni 2011 | 4    | ITU Triathlon World Championship Series 2011 | Kitzbühel        | 02:06:31 | |
| 27. März 2011 | 2    | ITU Triathlon World Cup                      | Mooloolaba       | 02:03:34 | |
| 12. Sep. 2010 | 2    | ITU Triathlon World Championship Series 2010 | Budapest         | 01:51:25 | Mit dem zweiten Rang im siebten und letzten Rennen der Saison wurde Emma Moffatt Triathlon-Weltmeisterin 2010. |
| 21. Aug. 2010 | 2    | ITU Triathlon Sprint World Championship      | Lausanne         | 00:58:16 | Zweite bei der Erstaustragung (750 m Schwimmen, 20 km Radfahren und 5 km Laufen)                               |
| 15. Aug. 2010 | 5    | ITU Triathlon World Championship Series 2010 | Kitzbühel        | 02:04:19 | Emma Moffatt konnte mit ihrem fünften Platz beim sechsten Rennen der Serie ihre WM-Führung behaupten.          |
| 24. Juli 2010 | 9    | ITU Triathlon World Championship Series 2010 | London           | 01:53:12 | beim fünften Rennen der Serie                                                                                  |
| 18. Juli 2010 | 2    | ITU Triathlon World Championship Series 2010 | Hamburg          |          | im vierten Rennen                                                                                              |
| 13. Juni 2010 | 2    | Hy-Vee Triathlon                             | Des Moines       | 01:59:51 | Zweite auf der olympischen Distanz in Iowa hinter Emma Snowsill (ITU Triathlon Elite Cup)                      |
| 8. Mai 2010   | 3    | ITU Triathlon World Championship Series 2010 | Seoul            | 02:01:04 | [ 10 ] |
| 11. Apr. 2010 | 3    | ITU Triathlon World Championship Series 2010 | Sydney           | 02:04:20 | dritter Rang beim Auftaktrennen der Saison 2010 – mit einer sehr knapper Entscheidung                          |
| 11. Sep. 2009 | 1    | ITU Triathlon World Championship Series 2009 | Gold Coast       | 01:59:14 | Moffat wurde in Australien beim „Grand Final“ Triathlon-Weltmeisterin über die Kurzdistanz.                    |
| 25. Juli 2009 | 1    | ITU Triathlon World Championship Series 2009 | Hamburg          | 01:56:12 | Beim fünften Rennen der Saison erreichte Moffat den dritten Sieg in Folge.                                     |
| 12. Juli 2009 | 1    | ITU Triathlon World Championship Series 2009 | Kitzbühel        | 01:54:38 | beim vierten Rennen                                                                                            |
| 28. Juni 2009 | 2    | ITU Triathlon World Championship Mixed Relay | Des Moines       |          | Zweite bei der Team-Weltmeisterschaft – zusammen mit Emma Snowsill, Courtney Atkinson und Brad Kahlefeldt      |
| 27. Juni 2009 | 1    | Hy-Vee Triathlon                             | Des Moines       | 01:59:46 | ITU Triathlon Elite Cup (1,5 km Schwimmen, 40 km Radfahren und 10 km Laufen)                                   |
| 20. Juni 2009 | 1    | ITU Triathlon World Championship Series 2009 | Washington, D.C. | 02:00:20 | drittes Rennen                                                                                                 |
| 2. Mai 2009   | 2    | ITU Triathlon World Championship Series 2009 | Tongyeong        | 02:02:52 | erstes Rennen der Saison                                                                                       |
| 29. März 2009 | 2    | ITU Triathlon World Cup                      | Mooloolaba       | 02:02:55 | Zweite hinter der Kanadierin Kirsten Sweetland                                                                 |
| 18. Aug. 2008 | 3    | Olympische Sommerspiele 2008                 | Peking           | 01:58:27 | |
| 21. Juni 2008 | 2    | Hy-Vee Triathlon                             | Des Moines       | 02:04:35 | Zweite hinter Emma Snowsill                                                                                    |
| 2008          | 1    | ITU Triathlon World Championship Series 2008 | New Plymouth     | 02:01:01 | Sieg vor der Schwedin Lisa Nordén                                                                              |
| 2007          | 1    | ITU Triathlon World Championship Series 2007 | Edmonton         |          | |
| 3. Sep. 2006  | 2    | ITU Triathlon World Championships U23        | Lausanne         | 02:08:21 | Vizeweltmeisterin U23 hinter Erin Densham                                                                      |
| 30. Jan. 2005 | 3    | OTU Triathlon Oceania Championships U23      | Sydney           | 01:59:06 | Ozeanische Triathlon-Meisterschaft U23                                                                         |

(DNF – Did Not Finish)